# Biophida notatithorax notatithorax
Biophida notatithorax notatithorax es una subespecie de coleóptero de la familia Scraptiidae.

## Distribución geográfica
Habita en la República Democrática del Congo.